# Hymenophyllum rubellum
Hymenophyllum rubellum är en hinnbräkenväxtart som beskrevs av Eduard Rosenstock. Hymenophyllum rubellum ingår i släktet Hymenophyllum och familjen Hymenophyllaceae. Inga underarter finns listade.